# Walddorf (Kottmar)
Walddorf (hornolužickosrbsky Lěsowa) je vesnice, místní část obce Kottmar v Horní Lužici v německé spolkové zemi Sasko. Nachází se v zemském okrese Zhořelec a má 686 obyvatel.

## Historie
Ves byla založena na konci 17. století, písemně pak prvně připomínána v roce 1791. Roku 1999 se připojila k obci Eibau a spolu s ní se stala v roce 2013 součástí nově vytvořené obce Kottmar.

## Přírodní poměry
Walddorf leží necelé tři kilometry od česko-německé státní hranice na úpatí vrchu Kottmar (582 m). Zástavba obce splývá s Eibau. Severně od vsi protéká jeden z pramenů Sprévy, který vyvěrá na svahu Kottmaru.

## Pamětihodnosti
- vesnický kostel z roku 1909
- podstávkové domy

## Osobnosti
- Paul Knothe (1897–1988), expresionistický malíř